# Abbaye de La Celle
L'abbaye de La Celle est un ensemble architectural roman situé dans la commune de La Celle, dans le Var (région Provence-Alpes-Côte d'Azur). Ce monument historique médiéval est classé au titre des Monuments historiques par arrêté du 12 juillet 1886 pour les restes de l'abbaye de La Celle, bien qu'ici le terme d'abbaye soit impropre.
Ce monument appartient au conseil départemental du Var depuis 1990.
La commune de La Celle était encore au début du XIe siècle un hameau de Brignoles, dont elle est limitrophe. Elle est blottie dans la vallée que surplombent le Roc de Candelon et le massif de la Loube (830 mètres). Le village est traversé par le CD 405. La rivière du Caramy borde le territoire de la commune.
L'abbaye de La Celle se trouve au centre de ce bourg ecclésial.
Les travaux de restauration se sont achevés en mai 2021  par la reconstitution intégrale et la mise en valeur de cet ensemble médiéval.

## Historique

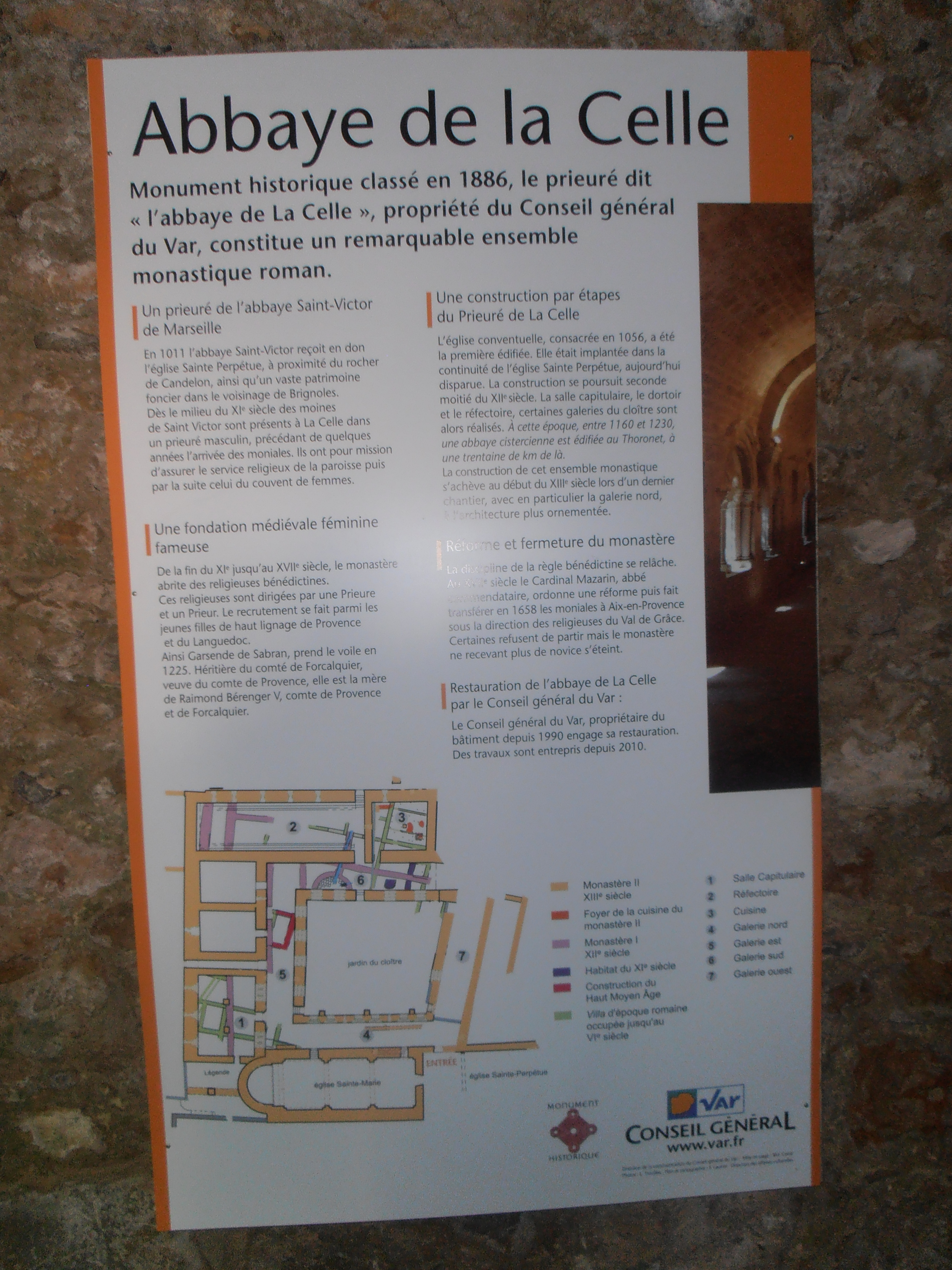
Historique et plan de l'abbaye.
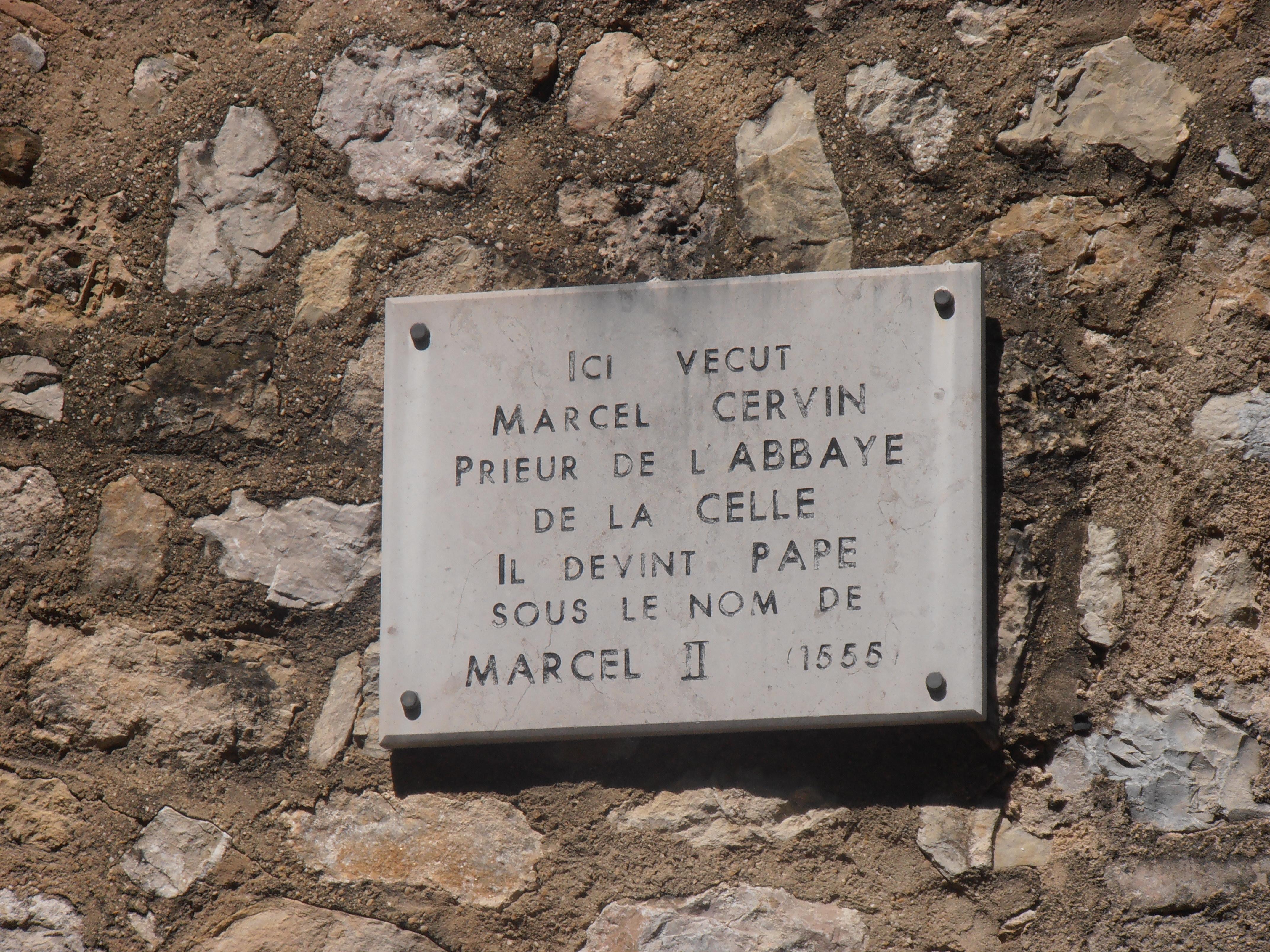
Ici vécut le Prieur de l'abbaye, devenu pape sous le nom de Marcel II.
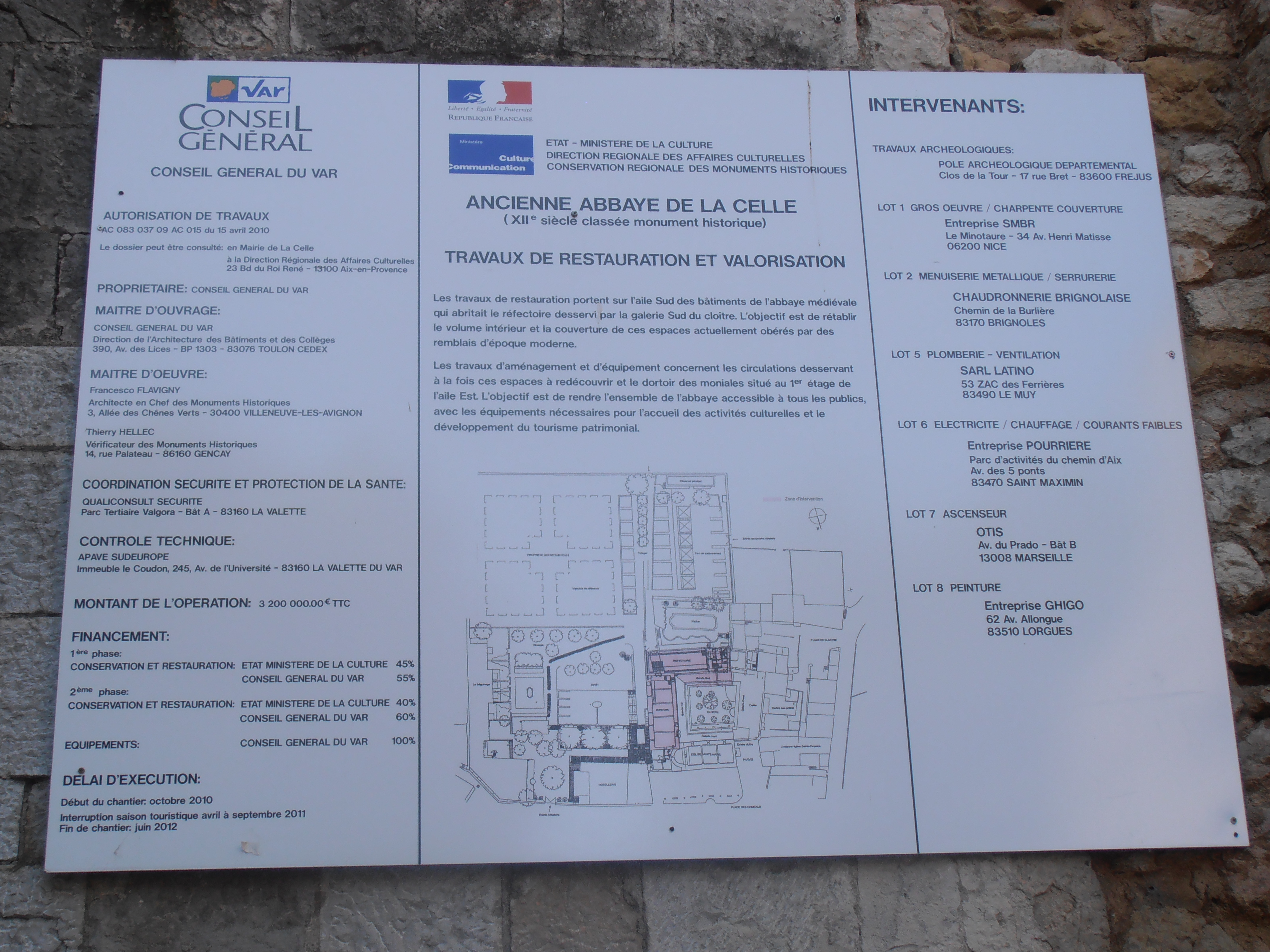
Panneau présentant les travaux en cours.

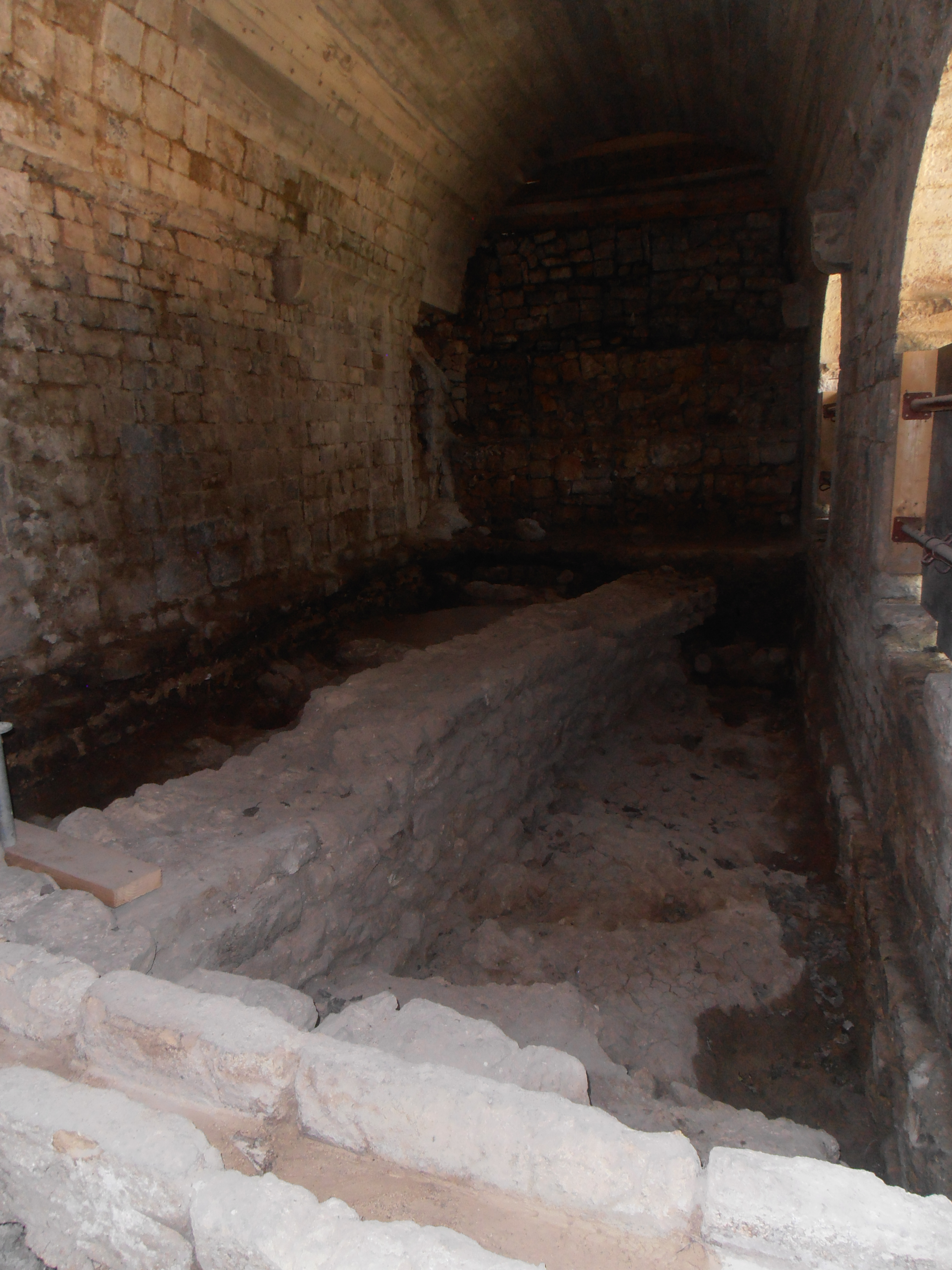
Fouilles archéologiques préventives.
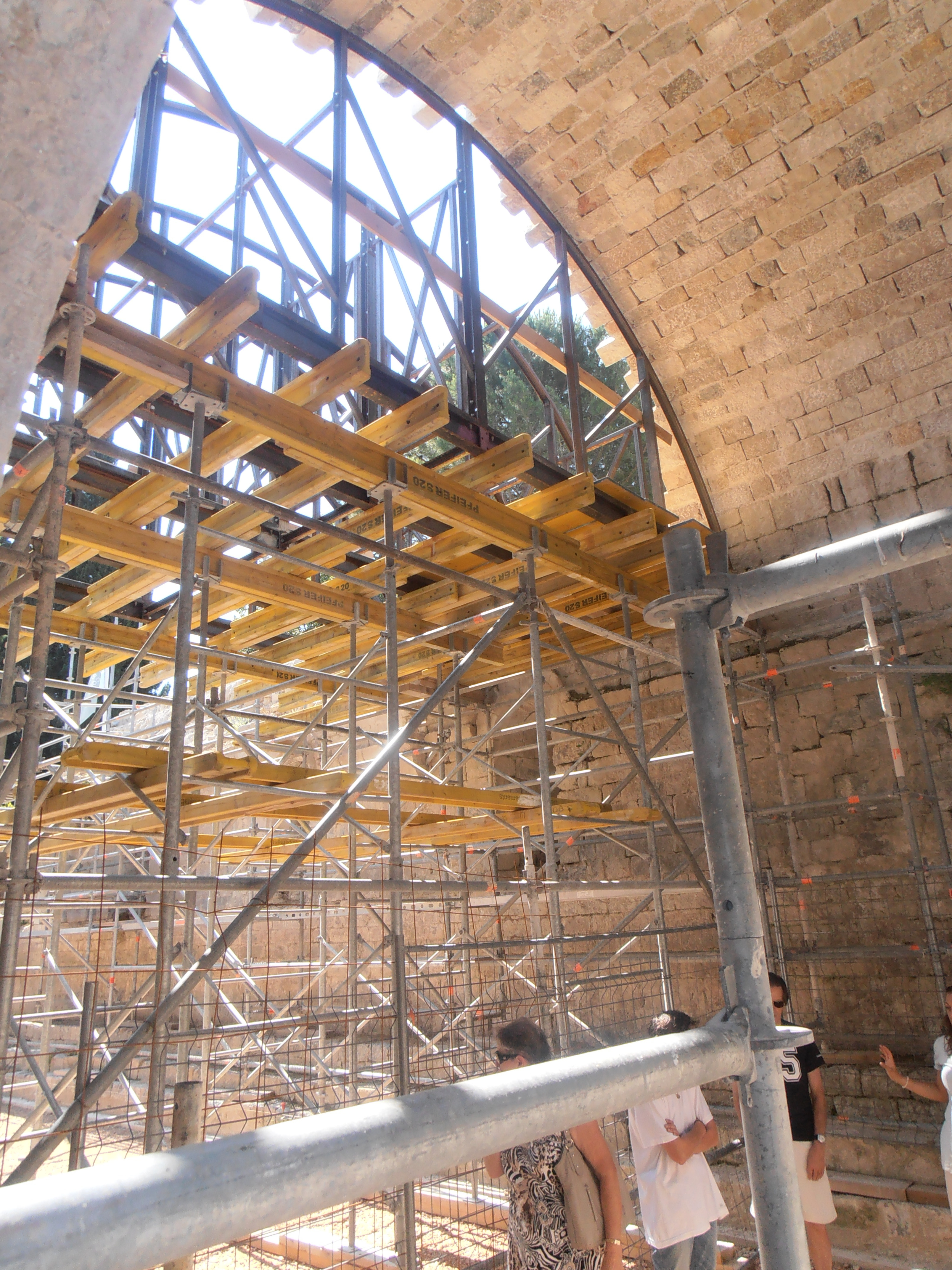
Travaux en cours de restitution d’une voûte.
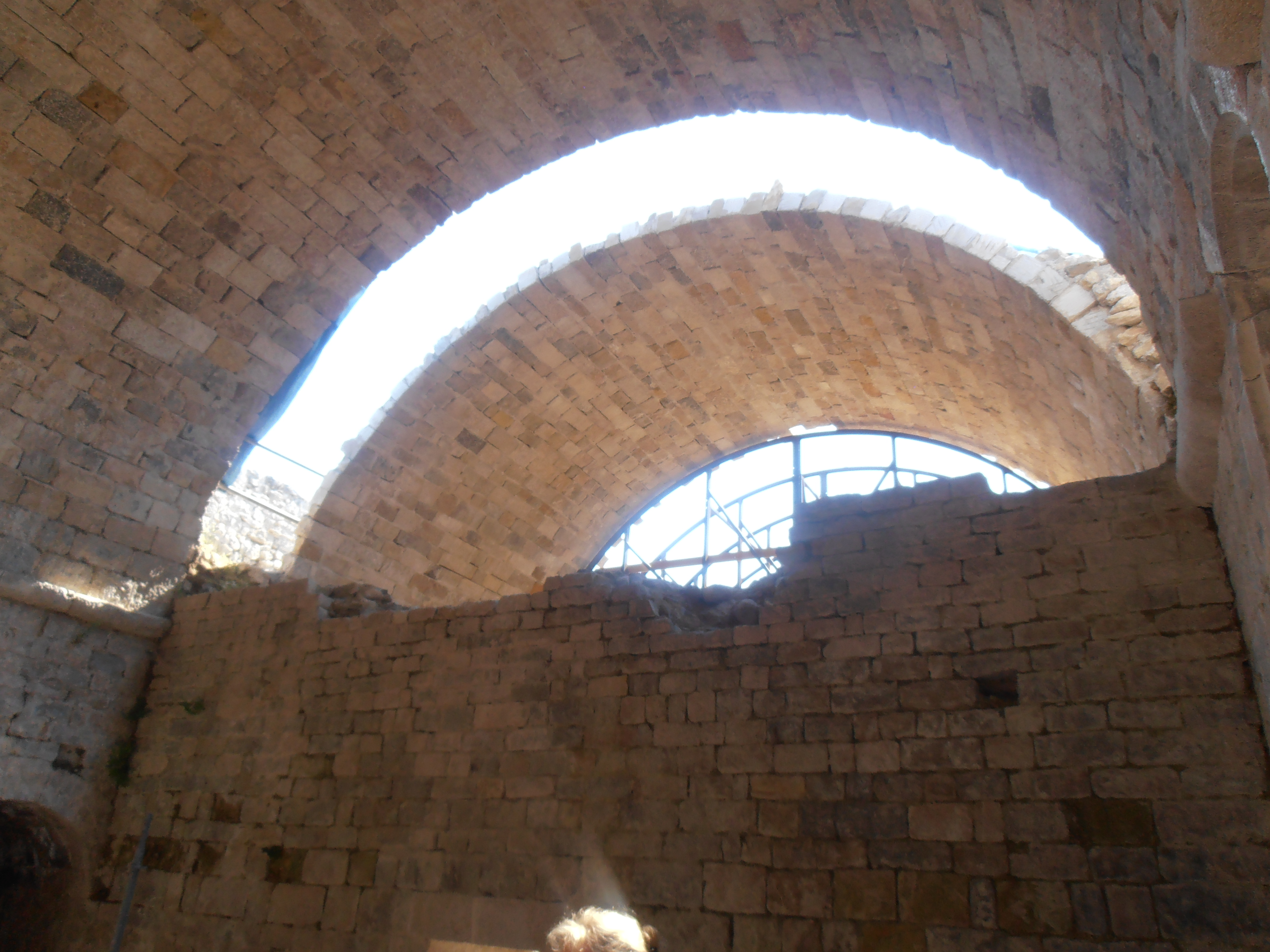
Une travée restituée.

### Les origines
Le site de l’abbaye de La Celle a été occupé dès l’âge du Fer (entre les IIe et Ier siècles av. J.-C.). Les fouilles récentes ont mis au jour un four et un sol de cette époque.
Sur le même emplacement, une « villa » romaine s’est installée au IIe siècle après Jésus-Christ. Il s’agit d’une « pars rustica », exploitation agricole dont le pressoir et le fouloir ont été retrouvés dans la cuisine de l’abbaye.
Cette « villa » est restée active jusqu’au VIe siècle. C’est ensuite au début du XIe siècle qu’a commencé la construction du premier monastère.

### XIe–XIIesiècle
En 1011, une donation est faite à l'abbaye Saint-Victor de Marseille de terres sur le territoire de Brignoles avec une église dédiée à Sainte-Perpétue. La plus grande partie du temporel de l'abbaye se situe dans la région de Brignoles. Les femmes de ce monastère appartiennent toutes à la haute noblesse de Provence, ou du Languedoc.
L'abbaye y installe quelques moines pour assurer les offices pour la population locale. Au XIe siècle, le Pape Grégoire VII confirme par une Bulle, les biens de Saint-Victor, parmi lesquels figurent l'église de Sainte-Perpétue et les terres autour, avec l'église Sainte-Marie.
Ce monastère avait la particularité d'être double, dirigés respectivement par un prieur et une prieure désignés par les moines de Saint-Victor. D'un côté vivaient les hommes, ils desservaient l'église Sainte-Perpétue, les moniales utilisaient l'église Sainte-Marie. Cette abbaye avait en fait le rang de prieuré.
En 1090, Bernard III (II) de Besalú (vers 1060 - 1111), comte de Besalú et de Ripoll et vicomte de Fenouillèdes chasse les clercs réguliers de Saint Augustin et cède l'abbaye en 1099, à Richard de Millau (?-1121), abbé de Saint-Victor de Marseille, qui place de nouveau des moniales provençales venant du prieuré Sainte-Perpétue de Brignoles au monastère de Sant Joan de les Abadesses.

### XIIIe–XIVesiècle

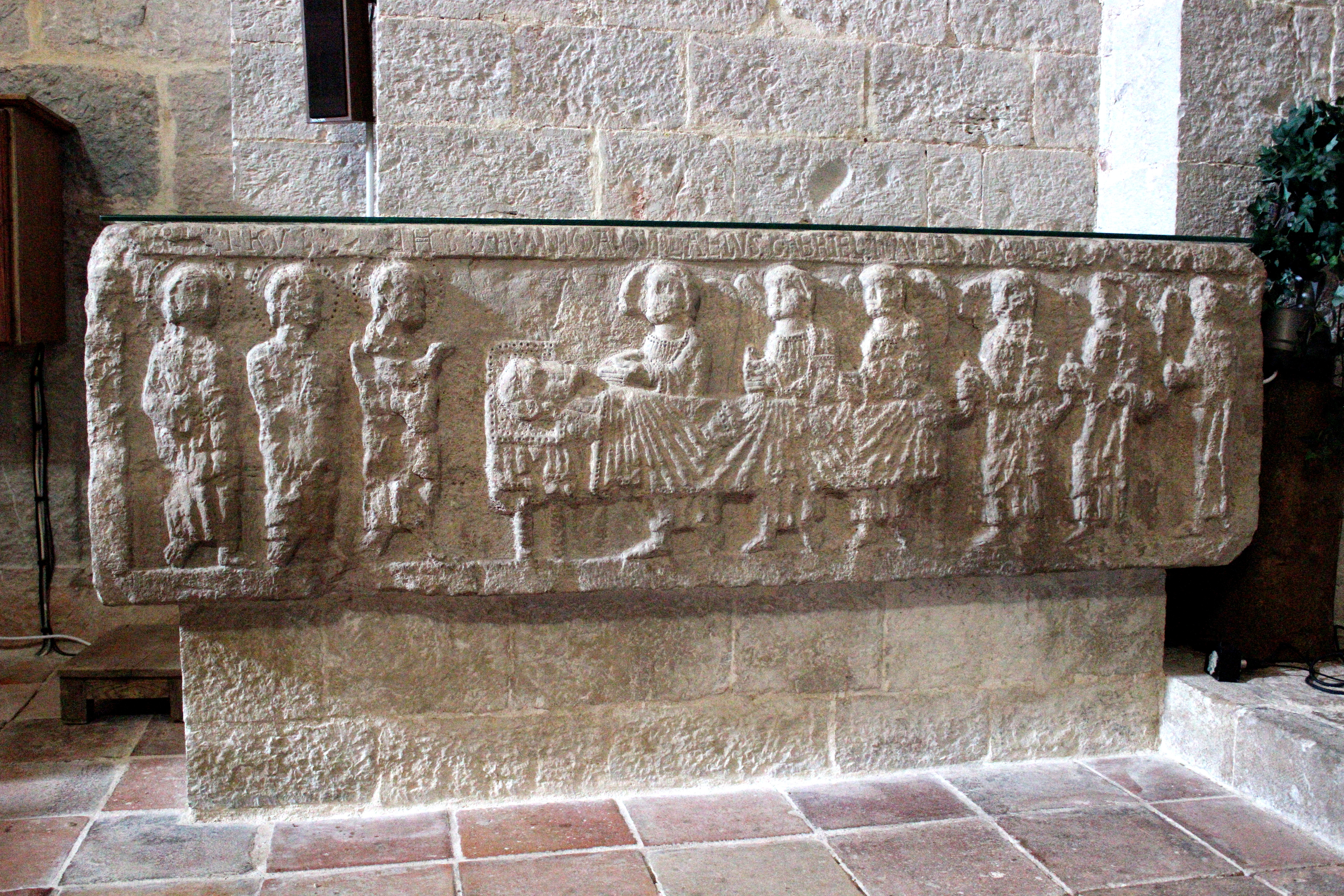
Sarcophage de Garsende de Sabran.

Au XIIIe siècle, le prieuré avait une grande réputation, il accueillait des filles de bonnes familles et de haut lignage. La plus célèbre est la comtesse de Provence Garsende de Sabran ; mère de Raimond Bérenger IV de Provence; une fois veuve d'Alphonse, second fils de Alphonse II d'Aragon, elle prit le voile en 1225, comme novice  et demeura en ce lieu jusqu'à sa mort vers 1242. Le prieuré comptait une centaine de religieuses entre 1267 et 1293. En 1311, on constate des contestations qui vont jusqu'au procès, concernant l'usage des biens du Monastère par la communauté de Cabasse. Au XIVe siècle, les religieuses souhaitent se séparer de la tutelle des moines de Saint-Victor de Marseille avec lesquels elles sont en conflit permanent. Alors que les religieuses avaient déjà quitté le couvent depuis longtemps, un prieur resta pourtant sur le Domaine jusqu'à la Révolution,

### XVe–XVIIesiècle
La discipline s’étant relâchée, le 27 janvier 1660, le cardinal Mazarin, en tant que commendataire de l’abbaye de Saint-Victor, ordonna une réforme du monastère. En mars 1660, il fit transférer  les nonnes à Aix-en-Provence sous la direction des religieuses de l'abbaye du Val-de-Grâce de Paris.
Trois religieuses seulement accepteront de rejoindre Aix. Celles qui n'acceptèrent pas de se soumettre virent leurs pensions supprimées, ce qui amena la communauté à son extinction, d'autant que plus qu'aucune novice ne pouvait rejoindre ce couvent.

### La Révolution
Vendue et morcelée en 1792 comme bien national, l'abbaye est transformée en exploitation agricole.

### XIXe–XXesiècle
L'abbaye est classée au titre des monuments historiques le 12 juillet 1886, après le passage de Jean-Camille Formigé qui fit en 1868 un grand nombre d'aquarelles et de plans décrivant l'état de l'abbaye.
La commune a racheté l'église conventuelle au début du XIXe siècle pour en faire l'église communale.
Durant tout le XXe siècle, les architectes des monuments historiques tentent de faire restaurer, de sauvegarder les bâtiments qui tombaient en ruine. Tant que ces bâtiments restent une propriété privée, les restaurations sont très difficiles.
En 1938, Sylvia Fournier, riche propriétaire de l'île de Porquerolles, achète le domaine et y installe une hostellerie-restaurant de luxe qui devient le premier établissement 4 étoiles du Var. D'anciens bâtiments, dont l'affectation d'origine reste imprécise, deviennent un hôtel-restaurant. Après sa mort en 1971, un autre établissement privé s'installe. L'abbaye de La Celle devient patrimoine public, aujourd'hui patrimoine du département du Var.
En 1990, la commune fait jouer son droit de préemption en zone urbaine, avec l'appui financier du département auquel le monument historique est cédé. La partie qui accueillait l'hôtel est toujours une hostellerie de luxe, louée aux maisons Alain Ducasse.
Toujours sur le domaine de l'ancien monastère, un autre bâtiment du département du Var est occupé par la maison des vins de l'AOC Coteaux Varois en Provence.

### XXIesiècle
Après plusieurs mois de fermeture et d'importants travaux, l'abbaye, témoin de l’art roman provençal, est de nouveau ouverte au public depuis le 12 juillet 2016.
Une première exposition inaugurale intitulée VILLAE, Villas romaines en Gaule du Sud s'est tenue du 19 mai au 31 octobre 2021 sous l'égide du département du Var. Elle présentait en particulier de nombreux objets et pièces archéologiques remarquables issus des fouilles réalisées dans le périmètre du Var sur la période gallo-romaine, notamment, la mosaïque de la villa de Pèbre, un miroir monétaire de Néron et un relief de Méduse en bronze.

## Description

### Église conventuelle
L'église Sainte-Perpétue, aujourd'hui[Quand ?] partiellement disparue, était l'église paroissiale de La Celle, desservie par les moines du bourg ecclésial.

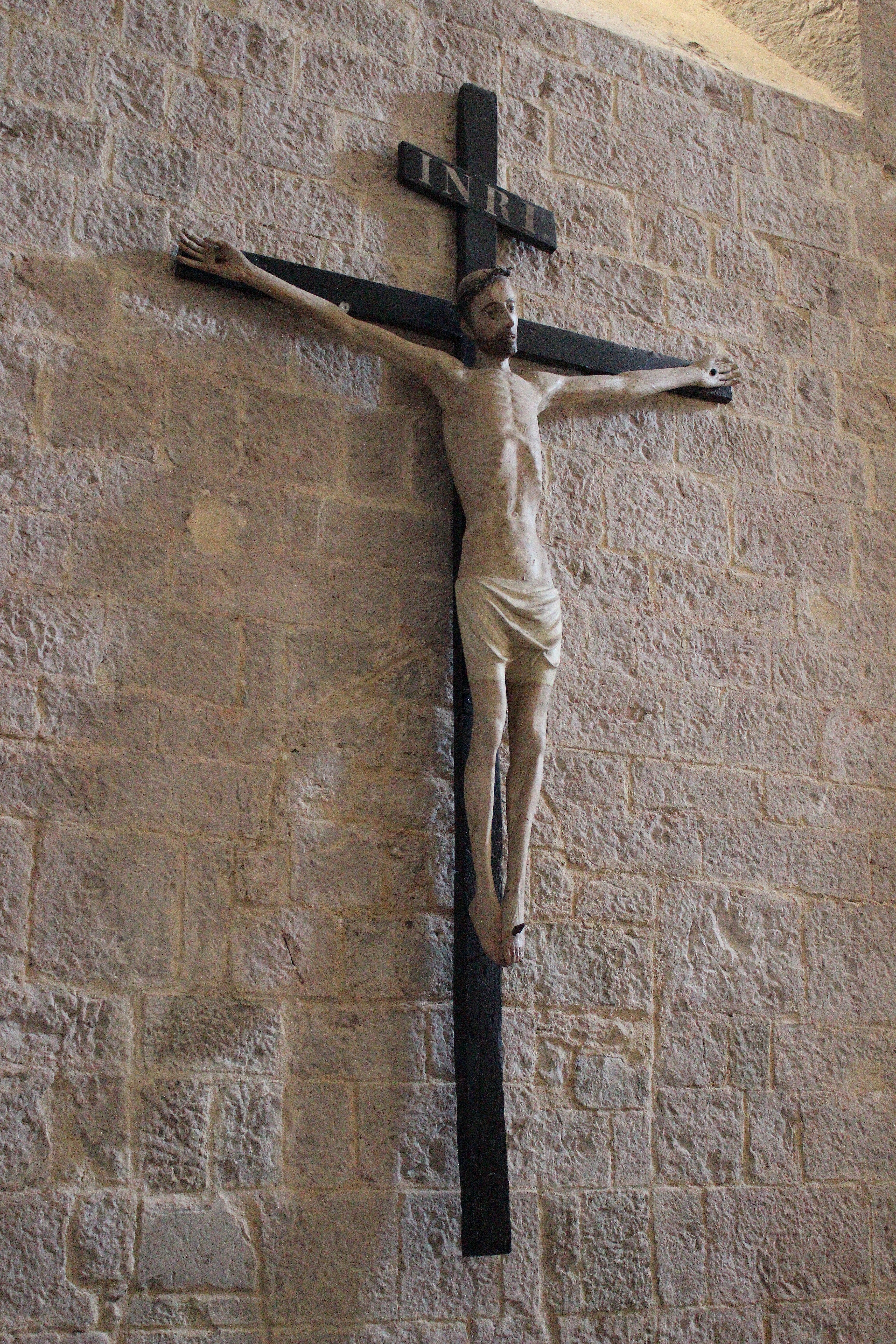
Christ d'origine italienne.

L'église Sainte-Marie était l'église conventuelle réservée aux moniales. Elle est depuis le début du XIXe siècle l'église paroissiale de La Celle.
Un sarcophage du XIIIe siècle est conservé dans l'église Sainte-Marie. Longtemps attribué à tort à Garsende de Sabran (elle n'est présente que 150 ans plus tard dans le monastère), il a servi de fontaine sur la place publique après la Révolution. Vendu en 1924 par le propriétaire privé à qui appartenait l'abbaye, il est racheté par le département du Var en 1999.
Sur le mur sud de l'église se trouve un magnifique crucifix d'origine italienne de la fin du XVe siècle en bois polychrome à la sculpture d'un très grand réalisme. S'y trouvent également deux retables baroques du XVIIe siècle.

### Bâtiments conventuels des moniales

#### Chauffoir
Cette pièce est attenante au cellier, par une porte au centre du mur sud, une ouverture à l'ouest donnant sur le cloître.

#### Salle capitulaire
La salle du Chapitre du XIIIe siècle apparait remarquable avec une voûte à arêtes ogivales à croisillons lourds. L'ensemble est supporté par deux piliers trapus, avec des chapiteaux ornés de dessins géométriques, de style roman.
A l'est s trouvent trois ouvertures étroites et cintrées, à l'ouest en direction du cloître, une porte et deux arcades.
Les moniales s'y réunissaient tous les jours pour lire un chapitre de la règle de saint Benoît et régler les problèmes de la communauté.

#### Cloître des moniales
Il est fermé au nord par l'église Sainte-Marie et à l'est par la salle capitulaire ; au sud par la cuisine et le réfectoire. Trois galeries  donnant sur la cour subsistent.
La galerie nord est la mieux conservée. Elle dessert l'accès aux autres parties des bâtiments. Sur cette galerie se trouvent  l'accès à l'église Sainte-Marie.
Le galerie ouest a été intégralement restituée en mai 2021 .
Le long de la galerie nord, côté jardin, six baies à colonnettes géminées. La voûte en plein cintre est renforcée par des arcs doubleaux. Les colonnes qui supportent au sud les arcs à doubleaux sont dites « à genoux ».

### Bâtiments conventuels des moines

#### Ancienne église Sainte-Perpétue
Au XXIe siècle, c'est une habitation privée. Sur le mur, une plaque rappelle aux visiteurs qu'ici vécut Marcel Cervin, prieur du monastère, élu pape en 1555 sous le nom de Marcel II (1501-1555), celui-ci mourut vingt jours après son élection.

### Le jardin
S'étendant sur trois hectares, il est entièrement restauré au XXe siècle à la demande du département du Var par un paysagiste choisi par l'architecte en chef des monuments historiques, Francesco Flavigny. Il s'inspire de l'esprit provençal. Les arbres bicentenaires ont été conservés dans le parc.

## Religieuses connues
- Femme et fille de Pons de Léras (1135), qui les place au prieuré de Sainte Perpétue près Brignoles, Var, dépendant de l'abbaye Saint-Victor de Marseille, comme Saint-Sauveur où il avait placé son fils [11].
- 1385- 1410 ca- Sance et Philippines de Roquefeuil[12].
- 1420 - Perpétue de Simiane et sa sœur, Marie de Simiane, toutes deux citées à cette date[13].
- 1538 - Mademoiselle de Vintimille d'Ollioules.
- 1538 - Mademoiselle de Castellane de Dalmisue.
- 1658 - Marie de Croze.
- S - D   - Alasacie de Montpellier.
- S - D   - Sancie de Signes.
- S - D   - Cécile d'Évenos.
- S - D   - Béatrice de Villeneuve.
- S - D   - Louise de Castellane.

## Prieurs
(liste non exhaustive)
- 1310 - Isnard de Pontevès, qui devint ensuite abbé du monastère bénédictin du Mont-Cassin, puis de l'abbaye de Montmajour.
- 1344 - Barrale de Pontevès.
- 1388 - Alayette de Pontevès.
- 1392 - Alaxasie de Pontevès.
- 1424 - Baude de Pontevès.
- 1460 - Honorat Almaric (Almarici ou Amandi), moine de l'abbaye Saint-Victor de Marseille, devenu abbé de l'abbaye Notre-Dame de Valsaintes en 1461. Il fut inhumé dans l'abbaye de Saint-Victor[14].
- 1550 - ca - Marcel Cervin qui devient pape en 1555 sous le nom de Marcel II.
- 1740 - 1745  - H. Leblanc, prieur et seigneur de la Roquebrussanne. cité à ces deux dates[15].

Abbés commendataires
1643 - 1651 Jules Mazarin.

## Personnalités ayant séjourné à l'Abbaye

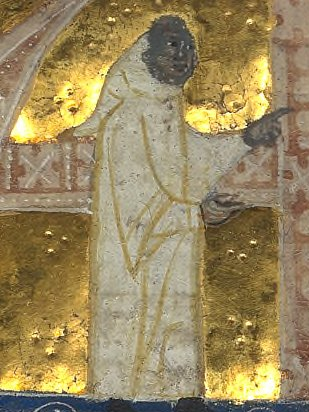
Elias de Barjols.

(liste chronologique, non exhaustive)
- Elias de Barjols, (1191-1230), noble troubadour.
- Guy de Cavaillon, (1175-1229), noble troubadour.
- Claude de France, (1499-1524), femme de François Ier, y séjourne à trois reprises.
- Charles de Gaulle, (1890-1970), séjourne à trois reprises dans l'hostellerie où il écrit une partie de ses mémoires.

### Sources complémentaires
- Bibliothèque Méjanes, Aix, mss. 343 à 352.

Ces manuscrits constituent l'essentiel du fonds de ce Monastère. Le n°: 43 est l'inventaire des Archives, les n°s. 334 & 345 constituent le Cartulaire de l'Abbaye ; le no 346 : les Bulles ; les n° 347 & 348 les diplômes comtaux ; divers actes dans les n°s : 350 à 352.
- Bibliothèque de Carpentras mss, no 1861 folio 360 à 401.
- Archives des Bouches-du-Rhône ; collection Albanès XXVI F 8.
- Archives des Bouches-du-Rhône fonds Nicolaï
- Archives du Var; notaires de Brignoles 3 E 7. Minutes intéressant La Celle pour la fin du XIVe siècle, les XVe et XVIe siècles.